# Блохин, Василий Михайлович (чекист)
Васи́лий Миха́йлович Блохи́н (7 [19] января 1895 — 3 февраля 1955) — работник советских органов государственной безопасности, генерал-майор (1945). Один из получивших известность непосредственных исполнителей смертных приговоров в период массовых репрессий. В апреле 1953 года отправлен в отставку «по болезни». В ноябре 1954 года лишён звания «как дискредитировавший себя за время работы в органах <…> и недостойный в связи с этим высокого звания генерала».

## Биография
Родился в 1895 году в семье крестьянина-бедняка в селе Гавриловское Владимирской губернии. Работал пастухом в деревне Турово Ярославской губернии (1905—1910), каменщиком в Москве (1910—1915).
В 1915 году по достижении призывного возраста призван на действительную воинскую службу, отправлен в 82-й пехотный запасной полк. За время Первой мировой войны дослужился до старшего унтер-офицера. После Февральской революции избран председателем ротного комитета 218-го пехотного полка. В декабре 1917 года вернулся в родное село, помогал по хозяйству отцу. В октябре 1918 года вступил в РККА. В апреле 1921 принят в РКП(б).
В мае 1921 года переведён в Войска ВОХР на должность командира взвода. Далее карьеру продолжал в органах государственной безопасности. Основные периоды:
- 1926 — комендант ПП (полномочное представительство) ОГПУ по Московской области;
- 1930 — комендант АХУ (административно-хозяйственное управление) НКВД СССР;
- 1934 — начальник комендантского отдела АХУ НКВД СССР;
- 1938 — начальник комендантского отдела АХФУ (административно-хозяйственное финансовое управление) НКГБ СССР;
- 1943 — начальник комендантского отдела управления делами МГБ СССР;
- 1946 — заместитель начальника АХУ МГБ СССР;
- 1952 — комендант МГБ СССР;
- в апреле 1953 года снят с должности и отправлен на пенсию с формулировкой «по болезни».

Выдвинувшись на должность начальника комендантского отдела при Г. Г. Ягоде, Блохин продолжал работать и при Н. И. Ежове, и при Л. П. Берии. Из раскрытых протоколов допросов последнего известно, что в начале 1939 года Берия подготовил запрос на арест Блохина, но получил отказ Сталина с обоснованием «таких людей сажать не надо, они выполняют черновую работу». Далее, по его словам, Сталин вызвал начальника охраны Власика и уточнил, участвует ли Блохин в исполнении приговоров и нужно ли его арестовывать. Власик ответил, что участвует, и положительно отозвался о Блохине. После этого вопрос о Блохине более не поднимался.
Однако сразу после смерти Сталина Блохин был отправлен в отставку, официально «по болезни» — в реальности же, как пояснил Берия, потому что «засиделся на этом месте».
23 ноября 1954 года, уже находясь в отставке, был лишён звания генерал-майора «как дискредитировавший себя за время работы в органах <…> и недостойный в связи с этим высокого звания генерала».
Умер 3 февраля 1955 года. Похоронен на Донском кладбище. По свидетельству генерала КГБ Токарева, Блохин застрелился в 1954 году после вызова в прокуратуру.

## Награды
- Орден Ленина (1945)
- 2 ордена Красного Знамени (26.04.1940, 03.11.1944)
- Орден Трудового Красного Знамени (1943)
- Орден Отечественной войны I степени (1945)
- Орден Красной Звезды (28.11.1936)
- Орден «Знак Почёта» (1937)
- знак «Почётный работник ВЧК—ГПУ (V)» № 498
- знак «Почётный работник ВЧК—ГПУ (XV)» (1932)

## Образование
- Московский архитектурно-строительный институт (1931—1933)[2]
- Московский институт повышения квалификации хозяйственников (1933—1937)[2]

## Образ в литературе и журналистике
Как достоверно известный многолетний исполнитель смертных приговоров периода репрессий в СССР вообще и Большого террора в частности, Блохин неоднократно привлекал внимание российских и зарубежных журналистов, писателей и политологов.
Саймон Себаг-Монтефиоре в книге «Сталин: двор Красного монарха» называет Блохина «одним из наиболее „плодовитых“ палачей двадцатого столетия». У других авторов указывается, что Блохин лично расстрелял несколько тысяч человек, вплоть до 15 000 («Новая газета»).
Авторы указывают на особый «палаческий» облик Блохина, его деловой подход к «черновой работе». Теодор Гладков:

Ветераны рассказывали, что в швейной мастерской административно-хозяйственного управления НКВД Блохину сшили по его заказу длинный, до самого пола, широкий кожаный фартук, кожаный картуз и кожаные перчатки с раструбами — чтобы не забрызгивать кровью одежду. Стрелял он исключительно из обыкновенного солдатского (не офицерского — с «самовзводом») нагана.
Британский политолог Джордж Сэнфорд уточняет, что именно для расстрелов польских граждан Блохин привозил для всех участников чемодан пистолетов «Walther 2». Возможно, тут имеются в виду не малокалиберные (6,35 мм) карманные пистолеты Walther Modell 2, а иная модель под патроны большего калибра 7,65, например, Walther PP. Исходные показания Токарева туманны, и точные выводы сделать из них затруднительно:

Яблоков: Дмитрий Степанович, какое оружие было на вооружении у Вас и у других офицеров НКВД?

Токарев: Табельное оружие — ТТ, у меня, правда, был немецкий маленький карманный пистолет «Вальтер», причем когда приехал… приехали Блохин, Синегубов и Кривенко, привезли с собой целый чемодан пистолетов. Оказывается, пистолеты быстро изнашиваются. И вот чемодан пистолетов привезли.

Яблоков: А какие пистолеты привезли?

Токарев: Пистолеты «Вальтер».

Яблоков: «Вальтер»?

Токарев: «Вальтеры». По-моему, «Вальтеры».

Яблоков: «Вальтеры» были, а других не было?

Токарев: Я не помню. Может быть, были и другие.

Яблоков: А патроны какие к этим пистолетам?

Токарев: Ну, «Вальтер» известный пистолет — «Вальтер номер два», а какой калибр, я не знаю. Сейчас бы не сказал, когда-то знал.

Дональд Рейфилд в книге «Сталин и его подручные», помимо цифр и деталей убийств, на примере Блохина поднимает общую проблему об ответственности исполняющего приказы. Как он подчёркивает, исполнение преступного приказа не снимает вины с исполнителя.